# Chitra Ratana
Chitra Ratana, nom de scène de Mercy Rungrat (née le 15 décembre 1942) est une actrice thaïlandaise.

## Biographie
Elle est la fille de l'acteur Boonsong Duangdara.
L'actrice est retenue dans des films de production allemande en raison de son charme réservé et de sa beauté, perçue comme exotique d'un point de vue européen, lui valant le surnom de « Perle noire de l'Asie ».
Lors du tournage du film Espionnage à Bangkok pour U-92, le réalisateur Manfred R. Köhler exige des cris plus forts pendant quelques minutes avant que Thomas Alder ne la sauve des centaines d'araignées qui rampent dessus à la toute dernière seconde, l'actrice a un enrouement pendant quatre jours.

## Filmographie
- 1965 : Espionnage à Bangkok pour U-92
- 1965 : Mission à Hong Kong
- 1968 : Mrkt dæng
- 1968 : Luk chati seux
- 1969 : Kosawat hatsuanra
- 1969 : Kinnaree
- 1970 : Ban saw sod
- 1971 : Kanueng Har
- 1973 : Krasue Sao
- 1973 : Nong bua daeng
- 1973 : Ulagam Sutrum Valiban
- 1975 : Satri ti lok leum
- 1975 : Rongræm phi
- 1976 : Faut pas karaté la queue du tigre
- 1976 : Hemuxn fan
- 1977 : Jin nígu
- 1978 : Huajai Hong Tee Ha
- 1982 : Rak Karm Rua
- 1990 : The Two Worlds
- 2019 : Majurat Holiday (série télévisée)

## Source de traduction
- (de) Cet article est partiellement ou en totalité issu de l’article de Wikipédia en allemand intitulé « Thomas Alder » (voir la liste des auteurs).

1. 1 2  (th) « รู้หรือไม่ "เมตตา รุ่งรัตน์" เคยเป็นนางเอกอินเตอร์ » (consulté le 31 décembre 2021)